# Raymond Rallier du Baty
Raymond Rallier du Baty ( Lorient (Francia) el 30 de agosto de 1881 - 7 de mayo de 1978) fue un marino francés, hijo del capitán de navío y sobrino de un almirante, desde muy joven sintió admiración por el mar.
A los 19 años dobló por primera vez el cabo de Hornos a bordo de un buque escuela. En 1903 consiguió un puesto en la expedición de Jean Baptiste Charcot hacia las tierras australes.
Tras obtener el grado de capitán, en 1907 sus esfuerzos se concentraron en la obtención de fondos para organizar una expedición propia que le llevaría, tras más de dos años, y con una escala intermedia de 15 meses en las islas Kerguelen, de Francia a Australia. Esta expedición es relatada en la obra abajo mencionada.
De regreso a Francia, las hazañas de los pioneros de la aviación le atraen de gran manera y obtiene su título de piloto en mayo de 1912. Planificando una nueva aventura que comenzó en septiembre de 1913 y que se interrumpió por el comienzo de la guerra. Posteriormente la muerte de su hermano, herido en el frente, acabó para siempre con su optimismo.
Cubierto de medallas y menciones honoríficas, ingresó al acabar la guerra en el departamento de técnico y científico de pesca marina.
Murió a los 97 años.

## Obra
- 1917 - Fifteen Thousand Miles in A Ketch. Thomas Nelson & Sons: Londres

- 1946 - Dans l'ombre de Jean Charcot. Notes personnelles de R.Rallier du Baty transcrites et complètèes par Pierre Navarre. Arthaud: Paris (en francés)

- 2003 - Aventures aux Kerguelen. Ouest France. En francés. Originalmente publicado en inglés en 1911 como “Adventures in Kerguelen”). ISBN 978-2737326455 en castellano Aventuras en las Kerguelen], quince mil millas en un queche. Ed. Juventud. ISBN 84-261-3179-4